# Хасидеи
Хасидеите са еврейско религиозно движение от II-I век пр.н.е. Сведенията за тях са оскъдни - споменават се само на три места в Макавейските книги, но изглежда хасидеите играят активна политическа роля поне в началния етап на въстанието на Макавеите.